# Smaragdina kimotoi
Smaragdina kimotoi es una especie de insecto coleóptero de la familia Chrysomelidae.
Fue descrita científicamente en 2003 por Lopatin.